# كراب سوغن غيون
كراب سوغن غيون (بالإنجليزية: Crap Sogn Gion)‏ هو أحد جبال سلسلة جبال الألب غلاروس وجزء من القمة الأم يقع في كانتون غراوبوندن، سويسرا. يبلغ ارتفاع الجبل حوالي 2252 متر، بينما يبلغ ارتفاع نتوء الجبل متر.

## معرض صور

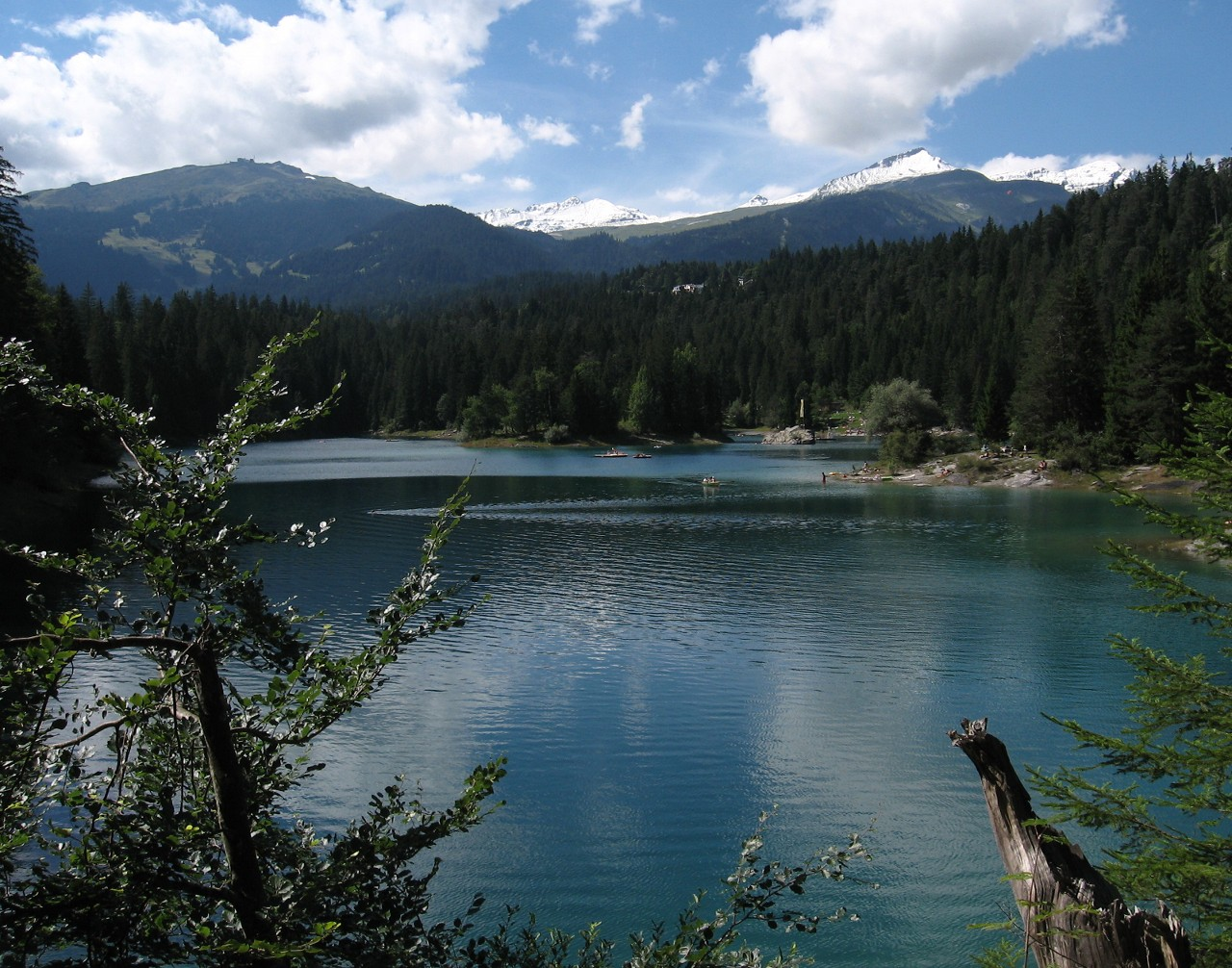
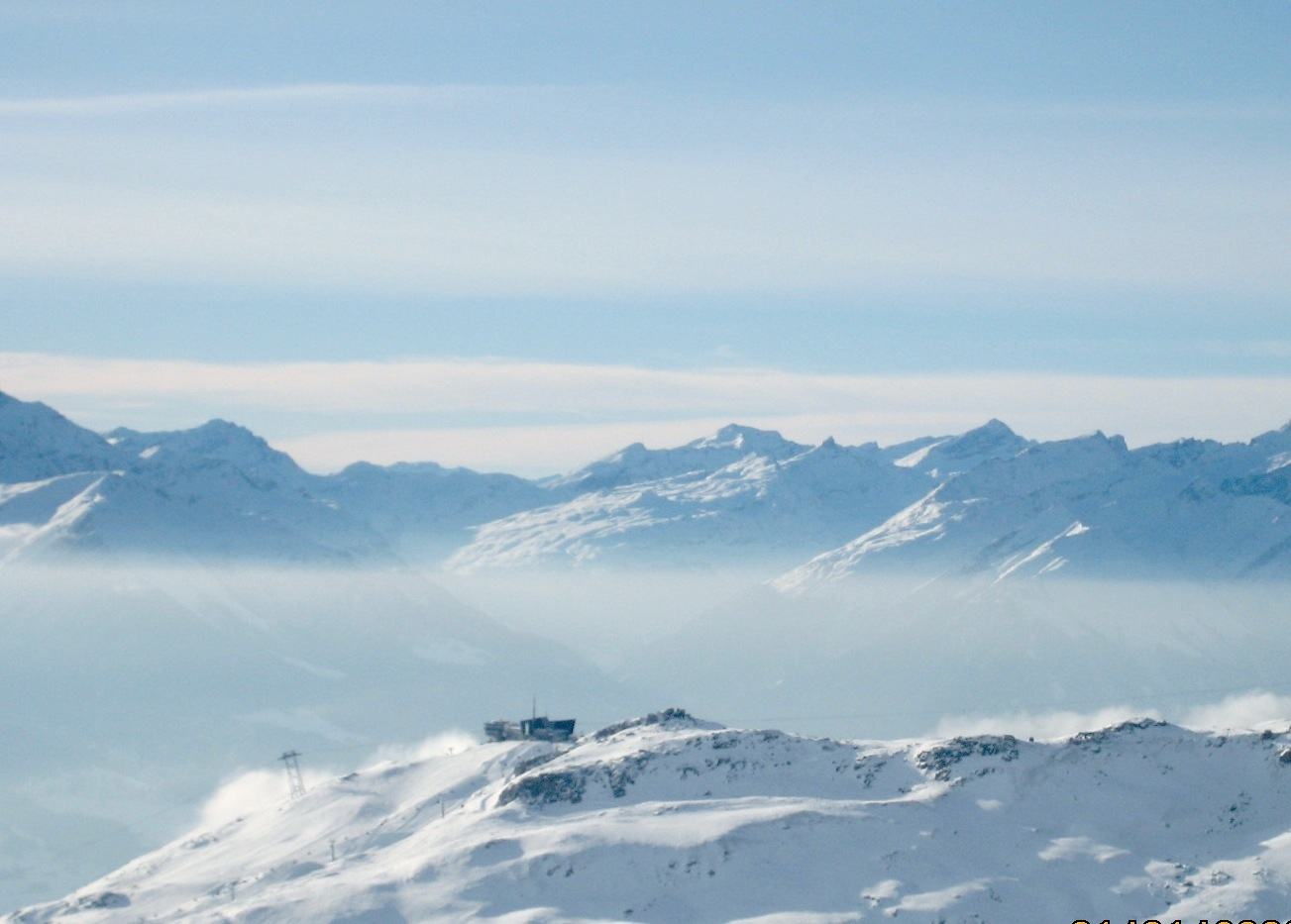
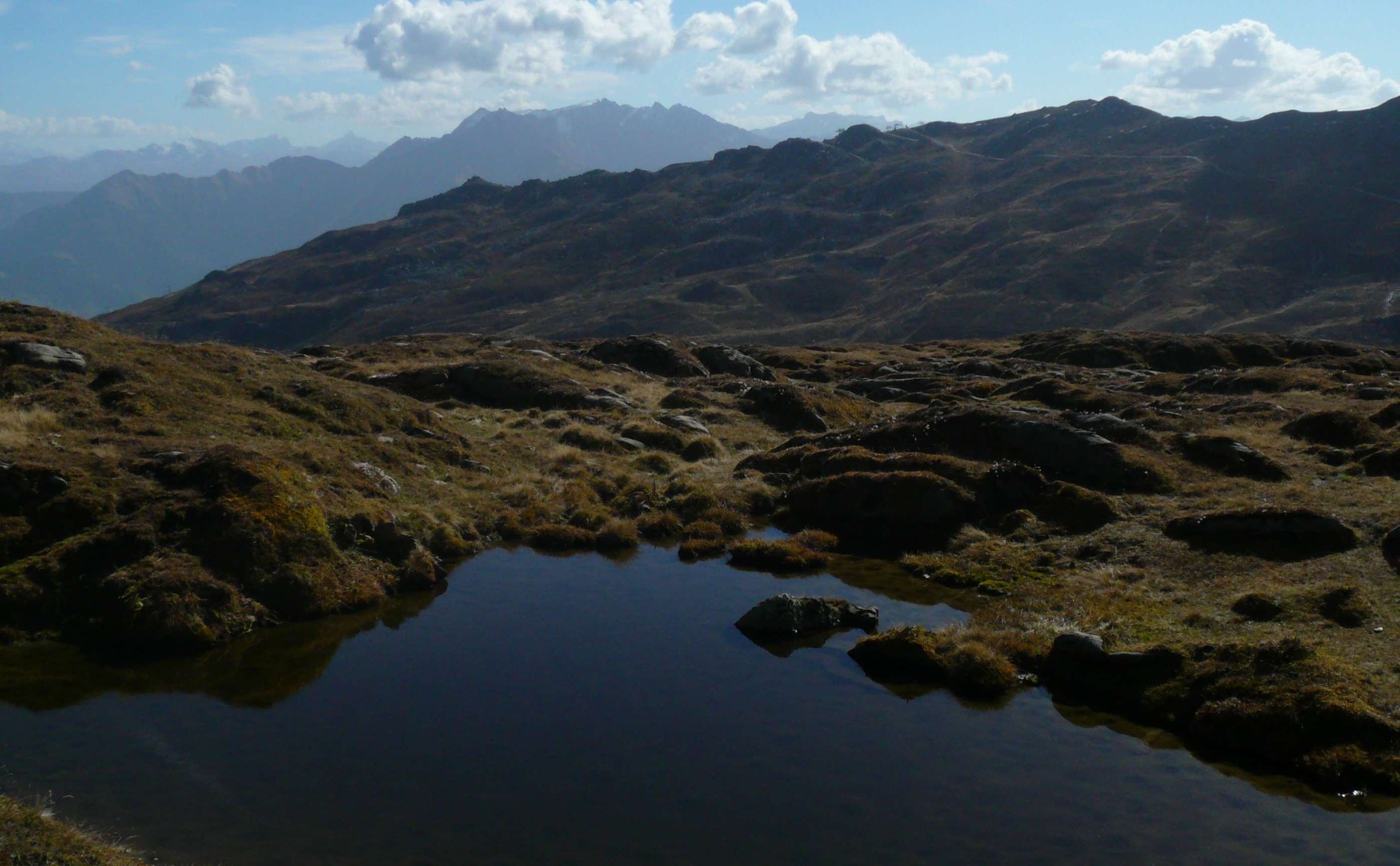